# Perna-amarela-grande
A perna-amarela-grande ou maçarico-grande-de-perna-amarela (Tringa melanoleuca) é uma ave da família Scolopacidae. É um pouco maior que a perna-amarela-pequena, distinguindo-se desta espécie principalmente pelo bico recurvado para cima.
Nidifica nas regiões mais setentrionais da América do Norte, nomeadamente no Alasca e no Canadá. A sua ocorrência na Europa é acidental.